# E salutala per me/Ciak
E salutala per me/Ciak è il diciottesimo 45 giri della cantante pop Raffaella Carrà, pubblicato nel 1979 dall'etichetta discografica CBS Italiana e distribuito dalle Messaggerie Musicali di Milano.

## Il disco
Il singolo, che contiene due brani estratti dall'album Applauso dello stesso anno, raggiungerà la 19ª posizione nella classifica settimanale dei 45 giri più venduti durante il 1979.
Arrangiamenti e direzione d'orchestra di Danilo Vaona.
Grafica di Luciano Tallarini, illustrazione di Gianni Ronco.

## E salutala per me
Ballata che descrive la storia di una donna consapevole del tradimento del proprio uomo, esortandolo ad andare da lei e di smettere di raccontare bugie.
Un video del brano, girato a Mosca in esterna per la trasmissione Millemilioni del 1980, è presente sul DVD nel cofanetto Raffica Carrà del 2007.
In una puntata di Domenica in dell'edizione 1986, la Carrà in collegamento con l'ospedale dov'era ricoverato Claudio Villa, omaggiò il reuccio dedicandogli questa che era la sua canzone preferita.
Nella terza edizione (93/94) del programma televisivo Non è la RAI, Antonella Mosetti, doppiata da Stefania Del Prete, ne canta una cover, la cui versione breve è contenuta nella raccolta Non è la Rai sTREnna, pubblicata a dicembre del 1993.
Del brano esiste una versione in spagnolo intitolata No le hagas lo que a mí (testo Manolo Díaz), lato a del singolo CBS 8052 pubblicato in Spagna nel 1979 anche come disco promozionale, che al lato b reca il pezzo Vuelve (testo Luis Gómez Escolar) a sua volta traduzione della canzone Torna da me.
Nel 1980 la cantante belga Maria Miel incide un singolo con la versione in francese dal titolo Va, testo di Rosario Marino-Atria, (Vogue – VB. 624), pubblicato in Belgio e Francia; album del 1984 Maria Miel (Vogue – 070011), pubblicato in Belgio.
Nel 1999 nelle raccolte di remix Fiesta - I grandi successi per l'Italia e Fiesta - Grandes Éxitos per i mercati latini, Raffaella ha inciso nuovamente il pezzo, rispettivamente in italiano col titolo originale e in spagnolo col titolo cambiato in Corre y ve donde está ella.
Nel 2016 l'etichetta Studio Lead pubblica una compilation dal titolo La notte vola contenente la cover del brano eseguita da The Tibbs.

## Ciak
Brano dal testo alquanto erotico, descrive un rapporto carnale molto intenso tra la protagonista ed il suo uomo.
La versione cantata da Raffaella in spagnolo, titolo Chak e testo di Luis Gómez Escolar, è presente nell'album Canta En Español (CBS S 83880).

## Tracce
Edizioni musicali Anteprima (Sugar Music).
Lato A
1. E salutala per me – 4:35 (testo: Gianni Boncompagni – musica: Franco Bracardi)

Lato B
1. Ciak – 3:03 (testo: Cristiano Malgioglio – musica: Corrado Castellari)

## Classifiche
| Classifica (1979) | Posizione raggiunta |
| ----------------- | ------------------- |
| Italia            | 19                  |